# Leschenaultia ciliata
Leschenaultia ciliata är en tvåvingeart som först beskrevs av Macquart 1848.  Leschenaultia ciliata ingår i släktet Leschenaultia och familjen parasitflugor.
Artens utbredningsområde är Colombia. Inga underarter finns listade i Catalogue of Life.